# Jungermannia calcarea
Jungermannia calcarea là một loài Rêu trong họ Jungermanniaceae. Loài này được (Lib.) Wallr. mô tả khoa học đầu tiên năm 1831.